# Dinastia Jin posteriore (936-947)

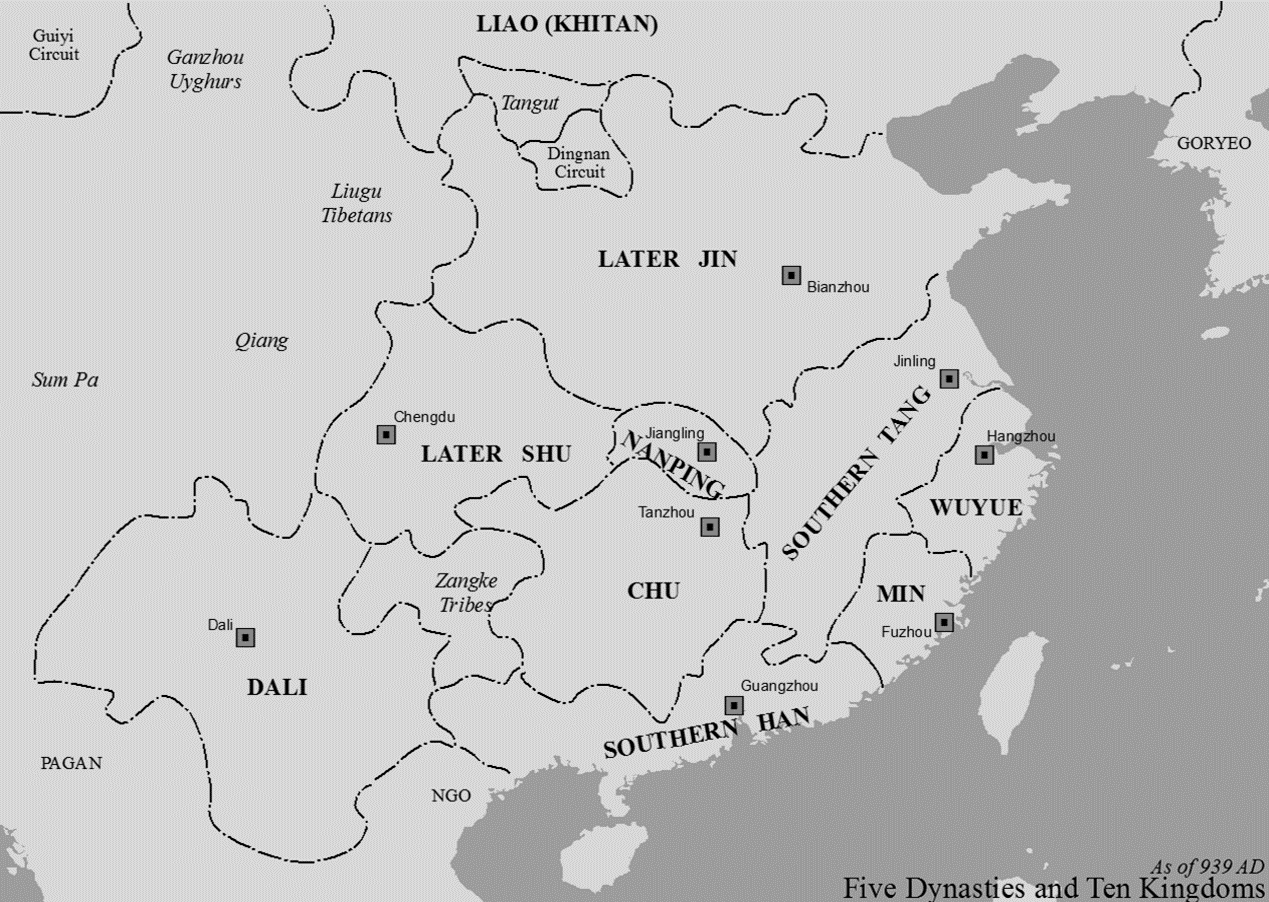
Territorio occupato dai Jin posteriori nel 939

La dinastia dei Jìn posteriori (後晉T, 后晋S, Hòu JìnP, 936–947), chiamati anche Shi Jin (石晉), fu una delle Cinque Dinastie durante il periodo delle Cinque Dinastie e dei Dieci Regni in Cina. Fu fondata da Shi Jingtang, che ebbe il titolo postumo di  "Gaozu". Liao, il suo originario stato protettore, distrusse i Jin posteriori invadendoli nel 946 e 947, dopo che il secondo sovrano dei Jin, Shi Chonggui, aveva rotto i rapporti con esso.

## Fondazione dei Jin posteriori
Il primo stato di etnia shatuo sinizzata, i Tang posteriori, fu fondato nel 923 da Li Cunxu, figlio del grande capo shatuo Li Keyong. Esso estese i domini shatuo dalla loro base nello Shanxi alla maggior parte della Cina settentrionale e nel Sichuan.
Dopo la morte di Li Cunxu, suo figlio adottivo Li Siyuan divenne imperatore. Tuttavia, la relazione degli Shatuo con i Kitai, che era stata vitale per la loro ascesa al potere, si era guastata. Shi Jingtang, il genero di Li Cunxu, si ribellò contro di lui e, con l'aiuto dei Kitai, si dichiarò imperatore dei Jin posteriori nel 936.
Il fondatore dei Jin posteriori Shi Jingtang rivendicava ascendenza cinese Han patrilineare.
Vi furono ducati per i rampolli delle famiglie reali della dinastia Zhou, della dinastia Sui e della dinastia Tang sotto i Jin posteriori. Questa pratica era designata come 二王三恪.
La stirpe imperiale Tang di Longxi Li 隴西李氏 includeva anche sottostirpi come la Guzang Li 姑臧李, dalla quale venne Li Zhuanmei 李專美, che servì i Jin posteriori.

## Estensione territoriale
I Jin posteriori detenevano essenzialmente gli stessi territori dei Tang posteriori, tranne il Sichuan, che era stato perso dai Tang posteriori nei loro anni declinanti ed era diventato indipendente come Shu posteriore.
L'altra principale eccezione era una regione nota come le Sedici prefetture. In quel momento della storia, i Kitai avevano formato la dinastia Liao fuori dalla loro base nella steppa. Erano divenuti anche un importante intermediario tra le potenze della Cina settentrionale. Costrinsero quindi i Jin posteriori a cedere le strategiche Sedici prefetture ai Liao. Consistendo di una regione larga da 110 a 160 chilometri (da 70 a 100 miglia) e includendo l'attuale Pechino e punti verso ovest, era considerato un territorio altamente strategico e diede ai Liao ancora più influenza nella Cina settentrionale.

## Relazioni con i Kitai
La dinastia Jin posteriore era stata spesso descritta come un fantoccio dell'emergente dinastia Liao. L'aiuto dei loro potenti vicini settentrionali fu vitale nella formazione dei Jin posteriori e la cessione delle Sedici Prefetture portò alla loro derisione come i servi dei Kitai.
Dopo, la morte del fondatore della dinastia, Shi Jingtang, suo nipote, il figlio adottivo e successore Shi Chonggui sfidò i Liao, facendo sì che questi ultimi invadessero nel 946 e nel 947, producendo come risultato la distruzione dei Jin posteriori.
Dopo la conquista dei Jin posteriori da parte dei Liao, questi presero come elemento dinastico l'Acqua, che derivava dall'elemento dinastico Metallo dei Jin posteriori, secondo la teoria dei Cinque Elementi (wuxing).

## Sovrani
| Nome templare                                                   | Nome postumo                                                             | Nome personale                   | Periodo del regno | Nome dell'era e date relative               |
| --------------------------------------------------------------- | ------------------------------------------------------------------------ | -------------------------------- | ----------------- | ------------------------------------------- |
| Le Cinque Dinastie                                              |                                                                          |                                  |                   |                                             |
| Convenzione: nome della dinastia + nome templare o nome postumo |                                                                          |                                  |                   |                                             |
| Dinastia Jin posteriore (Hou Jin) 936–947                       |                                                                          |                                  |                   |                                             |
| 高祖 Gāozǔ                                                      | Troppo tedioso, quindi non usato quando ci si riferisce a questo sovrano | Shi Jingtang 石敬瑭 Shí Jìngtáng | 936–942           | Tiānfú (天福) 936–942                       |
| Non esisteva                                                    | 出帝 Chūdì                                                               | Shi Chonggui 石重貴 Shí Chóngguì | 942–947           | Tiānfú (天福) 942–944 Kāiyùn (開運) 944–947 |

## Albero genealogico dei sovrani
|                                                                  |                                                                  |                                                                  |                                                                  |                                                                  |                                                                  |  |  | adottato                                       |                                                |                                                |                                                |                                                |                                                |                     |                     |                     |                     |                     |                     |                                                |                   |                   |                   |                   |                   |  |  |  |  |  |  |  |  |  |  |  |  |
|                                                                  |                                                                  |                                                                  |                                                                  |                                                                  |                                                                  |  |  |                                                |                                                |                                                |                                                |                                                |                                                |                     |                     |                     |                     |                     |                     |                                                |                   |                   |                   |                   |                   |  |  |  |  |  |  |  |  |  |  |  |  |
|                                                                  |                                                                  |                                                                  |                                                                  |                                                                  |                                                                  |  |  | Matrimonio                                     |                                                |                                                |                                                |                                                |                                                |                     |                     |                     |                     |                     |                     |                                                |                   |                   |                   |                   |                   |  |  |  |  |  |  |  |  |  |  |  |  |
|                                                                  |                                                                  |                                                                  |                                                                  |                                                                  |                                                                  |  |  |                                                |                                                |                                                |                                                |                                                |                                                |                     |                     |                     |                     |                     |                     |                                                |                   |                   |                   |                   |                   |  |  |  |  |  |  |  |  |  |  |  |  |
| Li Siyuan 李嗣源 Mingzong 明宗 dei Tang (posteriori) 867–926–933 | Li Siyuan 李嗣源 Mingzong 明宗 dei Tang (posteriori) 867–926–933 | Li Siyuan 李嗣源 Mingzong 明宗 dei Tang (posteriori) 867–926–933 | Li Siyuan 李嗣源 Mingzong 明宗 dei Tang (posteriori) 867–926–933 | Li Siyuan 李嗣源 Mingzong 明宗 dei Tang (posteriori) 867–926–933 | Li Siyuan 李嗣源 Mingzong 明宗 dei Tang (posteriori) 867–926–933 |  |  |                                                |                                                |                                                |                                                |                                                |                                                | Shi Shaoyong 石紹雍 | Shi Shaoyong 石紹雍 | Shi Shaoyong 石紹雍 | Shi Shaoyong 石紹雍 | Shi Shaoyong 石紹雍 | Shi Shaoyong 石紹雍 |                                                |                   |                   |                   |                   |                   |  |  |  |  |  |  |  |  |  |  |  |  |
| Li Siyuan 李嗣源 Mingzong 明宗 dei Tang (posteriori) 867–926–933 | Li Siyuan 李嗣源 Mingzong 明宗 dei Tang (posteriori) 867–926–933 | Li Siyuan 李嗣源 Mingzong 明宗 dei Tang (posteriori) 867–926–933 | Li Siyuan 李嗣源 Mingzong 明宗 dei Tang (posteriori) 867–926–933 | Li Siyuan 李嗣源 Mingzong 明宗 dei Tang (posteriori) 867–926–933 | Li Siyuan 李嗣源 Mingzong 明宗 dei Tang (posteriori) 867–926–933 |  |  |                                                |                                                |                                                |                                                |                                                |                                                | Shi Shaoyong 石紹雍 | Shi Shaoyong 石紹雍 | Shi Shaoyong 石紹雍 | Shi Shaoyong 石紹雍 | Shi Shaoyong 石紹雍 | Shi Shaoyong 石紹雍 |                                                |                   |                   |                   |                   |                   |  |  |  |  |  |  |  |  |  |  |  |  |
|                                                                  |                                                                  |                                                                  |                                                                  |                                                                  |                                                                  |  |  |                                                |                                                |                                                |                                                |                                                |                                                |                     |                     |                     |                     |                     |                     |                                                |                   |                   |                   |                   |                   |  |  |  |  |  |  |  |  |  |  |  |  |
| Imperatrice Li m. 950                                            | Imperatrice Li m. 950                                            | Imperatrice Li m. 950                                            | Imperatrice Li m. 950                                            | Imperatrice Li m. 950                                            | Imperatrice Li m. 950                                            |  |  | Shi Jingtang 石敬瑭 892–942 Gaozu 高祖 936–942 | Shi Jingtang 石敬瑭 892–942 Gaozu 高祖 936–942 | Shi Jingtang 石敬瑭 892–942 Gaozu 高祖 936–942 | Shi Jingtang 石敬瑭 892–942 Gaozu 高祖 936–942 | Shi Jingtang 石敬瑭 892–942 Gaozu 高祖 936–942 | Shi Jingtang 石敬瑭 892–942 Gaozu 高祖 936–942 |                     |                     |                     |                     |                     |                     | Shi Jingru 石敬儒                              | Shi Jingru 石敬儒 | Shi Jingru 石敬儒 | Shi Jingru 石敬儒 | Shi Jingru 石敬儒 | Shi Jingru 石敬儒 |  |  |  |  |  |  |  |  |  |  |  |  |
| Imperatrice Li m. 950                                            | Imperatrice Li m. 950                                            | Imperatrice Li m. 950                                            | Imperatrice Li m. 950                                            | Imperatrice Li m. 950                                            | Imperatrice Li m. 950                                            |  |  | Shi Jingtang 石敬瑭 892–942 Gaozu 高祖 936–942 | Shi Jingtang 石敬瑭 892–942 Gaozu 高祖 936–942 | Shi Jingtang 石敬瑭 892–942 Gaozu 高祖 936–942 | Shi Jingtang 石敬瑭 892–942 Gaozu 高祖 936–942 | Shi Jingtang 石敬瑭 892–942 Gaozu 高祖 936–942 | Shi Jingtang 石敬瑭 892–942 Gaozu 高祖 936–942 |                     |                     |                     |                     |                     |                     | Shi Jingru 石敬儒                              | Shi Jingru 石敬儒 | Shi Jingru 石敬儒 | Shi Jingru 石敬儒 | Shi Jingru 石敬儒 | Shi Jingru 石敬儒 |  |  |  |  |  |  |  |  |  |  |  |  |
|                                                                  |                                                                  |                                                                  |                                                                  |                                                                  |                                                                  |  |  |                                                |                                                |                                                |                                                |                                                |                                                |                     |                     |                     |                     |                     |                     |                                                |                   |                   |                   |                   |                   |  |  |  |  |  |  |  |  |  |  |  |  |
|                                                                  |                                                                  |                                                                  |                                                                  |                                                                  |                                                                  |  |  |                                                |                                                |                                                |                                                |                                                |                                                |                     |                     |                     |                     |                     |                     |                                                |                   |                   |                   |                   |                   |  |  |  |  |  |  |  |  |  |  |  |  |
|                                                                  |                                                                  |                                                                  |                                                                  |                                                                  |                                                                  |  |  |                                                |                                                |                                                |                                                |                                                |                                                |                     |                     |                     |                     |                     |                     | Shi Chonggui 石重貴 914–974 Chudi 出帝 942–947 |                   |                   |                   |                   |                   |  |  |  |  |  |  |  |  |  |  |  |  |